# Waco CG-3

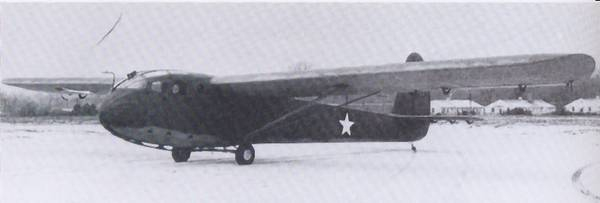

Waco CG-3 — американский лёгкий транспортный планёр времён Второй мировой войны.

## История
В начале 1941 года командование ВВС армии США обратилось к авиастроительным компаниям с просьбой разработать транспортные планёры. На этот заказ, среди прочего, ответила компания Waco Aircraft Company из Трои, штат Огайо. В июне 1941 года с компан. было подписано соглашение о разработке двух типов планёров — восьмиместного (обозначенного как Waco CG-3) и пятнадцатиместного (обозначенного как CG-4). Оба планёра были разработаны одновременно.
Опытный образец планёра CG-3 был разработан в 1941 году, а образец для статических испытаний был построен 26 декабря 1941 года, а для летных испытаний — 31 января 1942 года. Испытание планёра было завершено в апреле 1942 года и было отправлено в серийное производство на Commonwealth Aircraft Co. в Канзас-Сити.
Однако было построено только 100 планёров этого типа, потому что он оказался слишком маленьким, и планёр Waco CG-4, построенный в то же время, с более высокой несущей способностью, был более полезен для армии, и он стал основным планёром.

## Использование в авиации
Планёры Waco CG-3 не использовались в боевых действиях.
Первоначальный заказ был 300 штук, но 200 из них были отменены. Из 100 экземпляров, выпущенных Commonwealth Aircraft (ранее Rearwin Aircraft), несколько использовались в качестве тренировочных для более нового Waco CG-4A, но большинство оставалось в транспортных контейнерах.

## Технические характеристики
- Экипаж: 2
- Вместимость: 9 солдат
- Длина: 13,21 м
- Размах крыльев: 22,28 м
- Высота:
- Вес пустого: 927 кг
- Максимальный взлётный вес: 1996 кг
- Максимальная скорость: 193 км/ч
- Крейсерская скорость: 161 км/ч
- Скорость сваливания: 61 км/ч

## Варианты
- XCG-3A: В 1942 году был построен один прототип вместимостью восемь человек.
- CG-3A: Стандартная версия для девяти человек. Компании Commonwealth Aircraft произведено 100 штук.